# 갯장구채
갯장구채는 석죽과이며 학명은 Silene aprica var. oldhamiana이며, 한국의 중부 이남의 바닷가 양지바른 곳에서 자라는 두해살이풀이다. 높이는 30-70cm정도이다.

## 특징
줄기는 곧게 서고 위쪽에서 가지가 갈라지며 전체에 털이 많다. 잎은 마주나게 달리고 피침형이며 잎자루는 없거나 매우 짧다. 뿌리 쪽의 잎은 주걱 모양이고 방석처럼 바닥에 펼쳐진다. 4-6월에 가지 끝에 분홍색 또는 흰색 꽃이 1개씩 핀다. 꽃받침은 통 모양이며 끝이 5개로 갈라지고 자주색 줄이 10개 있다. 꽃잎은 5장이고 끝이 2개로 갈라진다. 수술은 10개이고 암술대는 3개다. 열매는 난형의 식과이며 익으면 끝이 6개로 갈라진다.

## 이름
바닷가에서 자라는 장구채 종류라는 뜻의 이름이다.